# Metal Resistance
Metal Resistance – drugi album studyjny japońskiego tercetu Babymetal. Wydawnictwo ukazało się 1 kwietnia 2016 roku nakładem wytwórni muzycznych Ear Music, Toy’s Factory, Amuse i BMD Fox Records. Gościnnie w nagraniach wzięli udział członkowie zespołu DragonForce - gitarzyści Herman Li oraz Sam Totman.
Album dotarł do 39. miejsca listy Billboard 200 w Stanach Zjednoczonych sprzedając się w nakładzie 12 tys. egzemplarzy w przeciągu tygodnia od dnia premiery. Płyta trafiła także na listy przebojów m.in. w Niemczech, Austrii, Holandii oraz Japonii.
W 2016 roku w Japonii album ten został sprzedany w 230 264 egzemplarzach.

## Lista utworów
Opracowano na podstawie materiału źródłowego.
1. "Road of Resistance" - 5:18
2. "Karate" - 4:23
3. "Awadama Fever" (あわだまフィーバー; "Bubble Fever") - 4:13
4. "Yava!" (ヤバッ! Yaba!)	 - 3:48
5. "Amore" (Amore -蒼星-; "Love: Blue Star") - 4:39
6. "Meta Taro" (META! メタ太郎 META! Meta Tarō) - 4:06
7. "Syncopation" (シンコペーション Shinkopēshon) - 4:07
8. "GJ!" - 2:56
9. "Sis. Anger" - 3:45
10. "No Rain, No Rainbow" - 4:50
11. "Tales of the Destinies" - 5:35
12. "The One" - 6:29

## Listy sprzedaży
| Lista                | Kraj              | Pozycja |
| -------------------- | ----------------- | ------- |
| Billboard 200        | Stany Zjednoczone | 39      |
| Oricon               | Japonia           | 2       |
| Media Control Charts | Niemcy            | 36      |
| MegaCharts           | Holandia          | 71      |
| Ö3 Austria Top 40    | Austria           | 22      |